# 国勢調査で宗教を「ジェダイ」と回答する動き
国勢調査で宗教を「ジェダイ」と回答する動き（こくせいちょうさでしゅうきょうをジェダイとかいとうするうごき）は、2001年に英語圏の国々で始まった草の根運動が、国勢調査の宗教を問う設問に対してSF映画『スター・ウォーズ』の架空世界における宗教的組織に近いものとして描かれているジェダイの騎士たちにちなみ、「ジェダイ (Jedi)」、「ジェダイの騎士 (Jedi Knight)」と回答することを呼びかけたことによって起こった。

## 起源
2001年にイギリス、オーストラリア、ニュージーランドなどで国勢調査が行なわれた際、これに先んじて宗教を問う設問に「ジェダイ」と回答することを呼びかける電子メールが英語圏で多数流れた。この種のメールが最初に出現したのは、3月上旬のニュージーランドであったという。当初のメールには、電子メールの影響力の実験だとする意図の説明とともに、8,000人がこう回答するとニュージーランド政府はジェダイを正式に宗教として認めることになるという趣旨の記載があった。

## 影響

### イングランドおよびウェールズ
2001年イギリス国勢調査において、イングランドおよびウェールズでは、ほぼ 0.8% に相当する 390,127人が宗教をジェダイと回答したが、この数はシク教、ユダヤ教、仏教よりも多く、この地域における4番目に大きな宗教ということになった。特にブライトンでは、ジェダイと回答した者は人口の 2.6% に及んだ。地域全体における宗教の構成比は次のようになった。
- キリスト教: 70%
- 無宗教: 16%
- 無回答: 7.8%
- イスラム教: 3.1%
- ヒンドゥー教: 2.1%
- ジェダイ: 0.7%

国勢調査の実施に先んじて、宗教を問う設問10に関連して、罰金などの処罰は行なわれないことが確認されていた。これは、2000年国勢調査（修正）法のセクション 1(2) に基づいており、その内容は2000年国勢調査法のセクション 8 を修正し、「何人も、宗教に関して詳細を述べることを拒んだり、無視することを理由に、セクション (1) に定める処罰を課されることはない (no person shall be liable to a penalty under subsection (1) for refusing or neglecting to state any particulars in respect of religion)」と述べるものであった。この修正により、2000年国勢調査（修正）令や2000年国勢調査（修正）規則も修正された。
ジェダイは、イギリス国勢調査において、それを指す固有のコード「896」を付与された。国家統計局の担当者は、これは単に「宗教」の質問に対してよく回答される言葉を登録したということでしかないと指摘し、これによって何らかの地位が公的に承認されたわけではないと述べた。国勢調査の報告と分析の責任者であるジョン・プリンガー (John Pullinger) は、自らをジェダイとして記録しておこうと思わなければ、調査票の記入をしなかったであろう人々が多数いたであろうから、このジョークは国勢調査の質を向上させる役に立ったのだと述べた。国家統計局は、総計の人数を公表するプレスリリースに「39万人のジェダイたちがいる (390,000 Jedi There Are)」と見出しをつけた。
2005年、新たにカンブリア州のコープランド選挙区から選出された労働党の国会議員ジェイミー・リードは、議会における処女演説において、自分は初のジェダイ議員であると宣言した。この発言は、当時議論されていた宗教的憎悪の煽動に関する法案（2006年人種・宗教的憎悪法）をめぐる文脈の中でなされたものであり、リードの事務局によって真剣な信仰告白ではなくジョークだったことが確認された。その後の委員会における審議の中ではビーコンフィールズ選挙区選出の保守党議員ドミニク・グリーヴが、「ちょっとしたジョーク (a bit of a joke)」として、提案された法によって保護される対象から、サタニズム（悪魔崇拝）や、生贄の支持者とともに、ジェダイを除外すべきだと述べたが、これは法において宗教的信条を定義することが困難であることの例示として言及したものであった。同様に、2006年4月には、ゲインズボロ選挙区選出の保守党議員エドワード・リーが、教育・監察法案 (the Education and Inspections Bill) の委員会審議の中で、もし自分がジェダイの騎士の信仰に基づく学校を開設しようとしたら、それは認められるのか、と質問した。
2006年11月16日、国際寛容デー (International Day for Tolerance) に際し、ふたりのジェダイたちが国際連合事務局に宛てて抗議書簡を送った。この手紙は、広告会社グローバル・トレランス (the Global Tolerance) のサイモン・コーエン (Simon Cohen) が書いた、この日の名称を「国連星間寛容デー (UN Interstellar Day of Tolerance)」に改めることを要求する内容で、そこでは2001年国勢調査でイングランドおよびウェールズに39万人のジェダイたちがいるとされたことが引用されていた。
2011年国勢調査によると、ジェダイの数は減少して 176,632人となり、ユダヤ教や仏教に抜かれて第7位となったが、「その他の宗教」に分類される他の様々な宗教や疑似宗教類よりも抜群に多い人数であることに変わりはない。サクソンのビフ・バイフォードはFacebookで、国勢調査に際し「ヘヴィメタル (Heavy Metal)」を宗教として回答するよう呼びかけていた。同様の呼びかけは雑誌『Metal Hammer』も読者に対して行なっていたが、その結果、この回答も 6,242人となった。

### スコットランド
スコットランドでは、2001年の国勢調査において、現在信仰している宗教として 14,052人がジェダイ（より厳密には、「ジェダイ (Jedi)」 14,014人、「ジェダイ騎士団 (Jedi Order)」 24人、「シス (Sith)」 14人）と回答し、また生まれ育った宗教として 2,733人がジェダイ（より厳密には、「ジェダイ (Jedi)」 2,682人、「ジェダイ騎士団 (Jedi Order)」 36人、「暗黒面 (The Dark Side)」 15人）と回答した。宗教をジェダイだと回答した人の比率は、イングランドおよびウェールズより低く、0.277% にとどまった。
2009年4月、スコットランド最大の警察組織であるストラスクライド警察に勤める警察官の中で8人が、自由記入の調査票に自身の公式の宗教をジェダイだと回答していたことが明らかになった。ことの詳細は、情報の自由に基づいて雑誌『Police Review』がおこなった情報公開請求によって明らかになった。

### オーストラリア
オーストラリアでは、2001年の国勢調査において、人口の0.37%にあたる7万人以上が、自分たちはジェダイの騎士団の一員であると宣言した。オーストラリア統計局 (ABS) は、公式プレスリリースを出し、この問題についてのメディアの関心に応じた。ABS は声明で、ジェダイに関係する回答はすべて「定義なし (not defined)」と分類されるとし、国勢調査における、このように誤解を呼ぶような回答や虚偽回答は、社会的影響を生じさせると強調した。ABS のスポークスパーソンは「国勢調査結果のデータが6月17日に発表された後も、いろいろあるジェダイ関係の回答を個別に数えるために、さらに分析が進められている」とも述べた。
「ジェダイの一員」と宣言しようという呼びかけは、オーストラリアにおいてインターネット上で起こった最初のヴァイラル現象のひとつであった。この発想を広めるために設けられたウェブサイトは、開設から5週間のうちに10万件以上のアクセスを記録し、2001年10月21日にはウェイバックマシンにもアーカイブされた。
2006年の国勢調査では、58,053人のジェダイが記録された。2011年の国勢調査では、ジェダイの信者は2006年より増えて、64,390人に達した。
宗教社会学を専門とする社会学者アダム・ポサメは、国勢調査における「ジェダイ」回答の現象に関心を寄せ、著書『Religion and Popular Culture: A Hyper-Real Testament』の中でこの問題を取り上げた。ポサメの研究は、ジェダイイズムを特定の方法論的分類（「ハイパーリアル宗教 (hyper-real religions)」）の文脈に位置付け、そこにオーストラリアにおける新宗教への敵意が現れていることを示そうとするものであった。
2006年の国勢調査を前に、そこでジェダイと回答することが、「虚偽ないし誤解を招くような」情報提供をしたとして罰金刑に相当するかもしれないという議論がいくつか報道された。ABS は、2001年調査の際のこの問題について「極めて安堵している (fairly relaxed)」とし、少なくとも過去15年間にそのような理由で訴追されたものはいない、と表明していたが、それにも関わらずそうした報道が出た。2016年の国勢調査の前には、無神論者たちが、特定宗教の信仰をもつ者として数えられる恐れがあるとして、ジェダイを回答に用いないよう呼びかけた。
『オーストラリア・スター・ウォーズ鑑賞協会』(スター・ウォーキング)の代表を務めるクリス・ブレナン氏は、この運動の背景に伝統的な宗教への幻滅があると話している。

### ニュージーランド
ニュージーランドでは、2001年の国勢調査の際に、ジェダイという回答が53,000人以上にのぼった。この年の統計を比べると総人口に対するジェダイの比率は世界最高で、人口の 1.5% が宗教として「ジェダイ」を挙げた。ジェダイの人口密度が最高だった都市はダニーデンであったという。ニュージーランド統計局は、ジェダイ回答を「了解できるが算入しない (Answer understood, but will not be counted)」ものとして扱った。宗教の構成比は次のようになった。
- キリスト教: 58.9%
- 無宗教: 29.6%
- 回答拒否: 6.9%
- ジェダイ: 1.5%
- 仏教: 1.2%
- ヒンドゥー教: 1.2%

5年後、ニュージーランドではジェダイの数が減少し、2006年の国勢調査で、自分の宗教をこう表現した者はおよそ2万人であった。クライストチャーチにおける地震の影響もあって、2011年の国勢調査は調査が完了しておらず、その後もこの数字の減少が続いているのかどうかは分かっていない。

### カナダ
カナダでは、2001年の国勢調査において、21,000人が宗教は「ジェダイの騎士」であると回答した。この事実を理由のひとつとして、首相府は、40ページにも及ぶ任意回答の国勢調査用紙を作成した。2011年の全国世帯調査 (the 2011 National Household Survey) では、人数は 9,000人に減少した。

### アイルランド
2012年5月に行われた、2011年国勢調査の検討の中で、アイルランドの下院であるドイル・エアランの決算委員会は、中央統計局に対して、自己申告による回答の信頼性を問いただす中で、ジェダイを宗教として回答した人々の例を挙げた。これに対する答えは「自身についてそのように宣言した人々の数についてはお答えできるかと思いますが、それを公刊はしません。」というものだった。2016年の国勢調査の結果において、30人以上から回答があったすべての宗教を網羅した一覧には、2,050人から回答があった「ジェダイの騎士 (Jedi Knight)」が掲載された。

### チェコ
チェコでは、2011年の国勢調査において、15,070人が、宗教についての任意回答の設問にジェダイと回答し、統計局はこれを「ジェダイの騎士たちの道徳的価値観」と表現した。当局は、これは国際的な現象であると述べた。2011年の国勢調査の用紙は、宗教を具体的に選択肢として列挙するのではなく、空欄に記入する方式がとられており、用紙に記入する時点でこの現象に気づいていなかった者によって作為的に膨らまされることはなかった。一方では、多くの人々が、2011年の国勢調査以前の時点から、国勢調査の内容や莫大な経費、強制的な記入などに対する抗議として、宗教にジェダイと回答するよう、議論やメディアを通して働きかけており、おそらくはそれが原因であったと考えられている。ジェダイの数が最も多かったのはプラハであった。チェコ統計局は、ジェダイの倫理的価値観に共感する人が多いためだとみている。

### クロアチア
クロアチアでは、2011年の国勢調査において、303人がジェダイを宗教として回答した。

### セルビア
2012年には、640人のセルビア人が、自らをジェダイだと称しているとされた。

### モンテネグロ
モンテネグロでは、2011年の国勢調査の際に、民族（エスニシティ）を問う設問に対して、若者たちの集団が自分たちは「ジェダイ」であると宣言したが、これは現代において、民族は問題とされるべきではないという信念に基づくものであった。

### トルコ
2015年4月6日、大学にジェダイと仏教の寺院をそれぞれ設けることを求め、数千人のトルコの学生たちが声を上げて立ち上がったが、これは各大学の学長たちが、「大きな要望の声がある」と強調して大学キャンパスに次々とモスクを建設したことを受けてのことだった。西部イズミルのドクツェイリル大学の学生たちは、ジェダイ寺院のキャンパスへの建設を要求した。「この地上では、ジェダイはいよいよ少なくなっている ... 最も近い寺院は何十億光年もの彼方にある」と請願文には記されていた。さらに「教育のないパダワンは、暗黒面へと落ちてゆく... 新たなジェダイを集め、フォースに均衡を取り戻すために、われわれはジェダイ寺院を必要とする」とも述べた請願にはChange.orgで6,000人以上の署名が集められたが、もちろんこれは『スター・ウォーズ』の架空世界における有名な騎士たちに言及したものである。Change.org のページには、『スター・ウォーズ エピソード2/クローンの攻撃』からとられたジェダイのグランド・マスターであるヨーダが、若いジェダイにライトセーバーの使い方を教える画像が用いられていた。この請願を起こしたのは、アンカラ出身で当時18歳だったコンピュータ科学専攻の学生、アキン・カガタイ・カリスカン (Akin Cagatay Caliskan) で、「われわれは信仰の自由を求める。モスクはどこにでもあるが、ジェダイ寺院はそうではない」としていた。カリスカンは、彼が始めた請願の影響の大きさに驚き、「こんなに支持者が出るとは思わなかった。きっと100人くらいかと思っていた」と述べた。

## 批判
オーストラリア無神論財団は、無宗教者たちの人数が国勢調査において実際より少なく数えられることによって彼らの政治的影響力が削がれる恐れがあるとして、無宗教の個人が何であれ冗談の回答を記入することに反対している。